# Si tú no estás...hay amor
Si tú no estás...hay amor è un album di Al Bano pubblicato in Spagna nel 1969. Contiene 10 brani originariamente in italiano reinterpretati col testo in spagnolo e due brani in italiano. Il titolo dell'album è dato dall'inizio di un verso e la fine del successivo, entrambi tratti dal testo della canzone La mañana (versione spagnola di Mattino).

## Tracce
1. Pensando en ti  (Albano Carrisi, Vito Pallavicini)
2. El seto  (Vito Pallavicini, Pino Massara)
3. Viejo Sam  (Vito Pallavicini, Albano Carrisi)
4. Musica  (Vito Pallavicini, Albano Carrisi)
5. Sensación  (Vito Pallavicini, Albano Carrisi)
6. O sole mio  (Eduardo Di Capua, Giovanni Capurro)
7. La mañana  (Vito Pallavicini, Ruggero Leoncavallo)
8. El oro del mundo  (Vito Pallavicini, Pontiack, Pino Massara)
9. Solo te tengo a ti  (Vito Pallavicini, Pino Massara)
10. En el sol  (Albano Carrisi, Pino Massara, Vito Pallavicini)
11. Querido amor  (Conz, Vito Pallavicini, Pino Massara)
12. Nel silenzio  (Albano Carrisi, Vito Pallavicini)